# Шорохова, Екатерина Васильевна
Екатерина Васильевна Шорохова (1922 — 2004) — советский и российский учёный-психолог и философ, доктор философских  наук (1962), профессор (1963). Заслуженный деятель науки РСФСР (1986).

## Биография
Родилась 10 июля 1922 года в деревне Берёзовка Волгоградской области в крестьянской семье.
В 1940 году окончила среднюю школу с золотой медалью. В 1947 году закончила психологическое отделение философского факультета Ленинградского государственного университета. 
С 1947 по 1951 годы обучалась в аспирантуре Института философии АН СССР, после чего защитила кандидатскую диссертацию на тему: «материалистическое учение И. П. Павлова о сигнальных системах».
С 1947 по 1972 годы работала в Институте философии АН СССР — научный сотрудник, старший научный сотрудник, с 1955 по 1957 годы — учёный секретарь института, с 1960 по 1972 годы, после кончины академика С. Л. Рубинштейна — возглавляла сектор философских проблем психологии. В 1962 году защитила докторскую диссертацию. В 1963 года Е. В. Шорохова получила звание — профессора.
С 1972 по 1988 годы — заместитель директора Института психологии АН СССР и заведующая лабораторией социальной психологии. С 1988 по  2004 годы — главный научный сотрудник Института психологии РАН. В 1986 году Е. В. Шорохова за достижения в научной деятельности была удостоена звания — Заслуженный деятель науки РСФСР. 
Помимо основной деятельности Е. В. Шорохова с 1963 года была вице-президентом Общества психологов СССР. Являлась членом редакции журналов: «Вопросы психологии» (1965—1989) и «Психологического журнала» (1980—2002).
Умерла 7 февраля 2004 года в Москве.

## Основные труды
- Шорохова Е. В. Атеистическое значение учения И. П. Павлова / Москва : Знание, 1955 г. — 32 с.
- Шорохова Е. В. Материал к лекции на тему: "Учение И. П. Павлова - одна из естественнонаучных основ атеизма" / Канд. философ. наук Е. В. Шорохова ; Всесоюз. о-во по распространению полит. и науч. знаний. - Москва : [б. и.], 1955 г. — 36 с.
- Шорохова Е. В. Материалистическое учение И. П. Павлова о сигнальных системах [Текст] / Акад. наук СССР. Ин-т философии. - Москва : Изд-во Акад. наук СССР, 1955 г. — 232 с.
- Шорохова Е. В. Проблема сознания в философии и естествознании / Москва : Соцэкгиз, 1961 г. — 363 с.
- Шорохова Е. В. Некоторые философские вопросы психологии / Е. В. Шорохова и В. М. Каганов. - М., 1962 г. — 80 с.
- Шорохова Е. В. Современная психология в капиталистических странах [Текст] / [Отв. ред. Е. В. Шорохова] ; Акад. наук СССР. Ин-т философии. - Москва : Изд-во Акад. наук СССР, 1963 г. — 406 с.
- Шорохова Е. В.  Основные направления исследований психологии мышления в капиталистических странах  / АН СССР. Ин-т философии ; [Отв. ред. Е. В. Шорохова]. - Москва : Наука, 1966 г. — 299 с.
- Шорохова Е. В. Исследования мышления в советской психологии [Текст] : [Сборник статей] / Акад. наук СССР. Ин-т философии ; [Отв. ред. Е. В. Шорохова]. - Москва : Наука, 1966 г. — 476 с.
- Шорохова Е. В. Методологические и теоретические проблемы психологии [Текст] : [Сборник статей] / [Отв. ред. Е. В. Шорохова]. - Москва : Наука, 1969 г. — 376 с.
- Шорохова Е. В. Отчет о командировке в Бельгию [для участия в работе XVII Международного конгресса прикладной психологии] [Текст] / АН СССР. Всесоюз. ин-т науч. и техн. информации. ВИНИТИ. - Москва : [б. и.], 1972 г. — 5 с.
- Шорохова Е. В. Теоретические проблемы психологии личности [Текст] : [Сборник статей] / Отв. ред. Е. В. Шорохова ; АН СССР. Ин-т психологии. - Москва : Наука, 1974 г. — 317 с.
- Шорохова Е. В. Методологические проблемы социальной психологии [Текст] : [Сборник статей] / [Отв. ред. Е. В. Шорохова] ; АН СССР. Ин-т психологии. - Москва : Наука, 1975 г. — 295 с.
- Шорохова Е. В. Проблемы психологии личности : Сов.-фин. симпоз. [Сборник / Отв. ред. Е. В. Шорохова и др.]. - М. : Наука, 1982 г. — 245 с.
- Шорохова Е. В.  Особенности психологии крестьянства : (Прошлое и настоящее) / О. И. Зотова, В. В. Новиков, Е. В. Шорохова. - М. : Наука, 1983 г. — 168 с.
- Шорохова Е. В. Социальная психология и общественная практика : [Сб. ст.] / АН СССР, Ин-т психологии; Отв. ред. Е. В. Шорохова, В. П. Левкович. - М. : Наука, 1985 г. — 233 с.
- Шорохова Е. В. Психология личности и образ жизни : [Сб. ст.] / АН СССР, Ин-т психологии; Отв. ред. Е. В. Шорохова. - М. : Наука, 1987 г. — 219 с.

## Награды
- Два Ордена Знак Почёта (1971, 1975)

### Звания
- Заслуженный деятель науки РСФСР (1986)